# Eötvös
Eötvös, etwesz (E) – do 5 czerwca 1970 jednostka zmiany siły ciężkości między różnymi warstwami geologicznymi lub w różnych geograficznych miejscach używana była w geofizyce i pochodzi od nazwiska węgierskiego geofizyka Loránda Eötvösa. 
1 E = 10-9 gal/cm = 10-9 s-2